# Mulheres Apaixonadas
Mulheres Apaixonadas (tạm dịch: Những người phụ nữ đang yêu) là một bộ phim truyền hình thuộc thể loại telenovela của hãng truyền hình Rede Globo.

## Ê-kíp
- Phục trang: Yurika Yamasaki
- Kỹ xảo hình ảnh: Paula Souto

| Diễn viên          | Thủ vai                                |
| ------------------ | -------------------------------------- |
| Christiane Torloni | Helena Moraes Ribeiro Alves            |
| Tony Ramos         | Téo (Teodoro Ribeiro Alves)            |
| José Mayer         | César Andrade de Melo                  |
| Giulia Gam         | Heloísa Moraes Vasconcelos             |
| Maria Padilha      | Hilda Moraes Sampaio Vianna            |
| Helena Ranaldi     | Raquel de Almeida Martins              |
| Suzana Vieira      | Lorena Ribeiro Alves                   |
| Lavínia Vlasak     | Estela de Azevedo Franco               |
| Regiane Alves      | Dóris de Souza Duarte                  |
| Dan Stulbach       | Marcos Soares Mendonça                 |
| Marcos Caruso      | Carlão (Carlos de Souza Duarte)        |
| Rodrigo Santoro    | Diogo Ribeiro Alves Nogueira           |
| Camila Pitanga     | Luciana Ribeiro Alves                  |
| Paloma Duarte      | Marina Ferreira Lobo                   |
| Carolina Dieckmann | Edwiges Batista                        |
| Natália do Vale    | Silvia Ferreira Lobo                   |
| Marcello Antony    | Sérgio Vasconcelos                     |
| Vera Holtz         | Santana Gurgel                         |
| Cláudio Marzo      | Rafael Nogueira                        |
| Erik Marmo         | Cláudio Moretti                        |
| Vanessa Gerbelli   | Fernanda Machado                       |
| Júlia Almeida      | Vidinha (Vida Ribeiro Alves Nogueira)  |
| Leonardo Miggiorin | Rodrigo Andrade de Melo                |
| Nicola Siri        | Padre Pedro                            |
| Eduardo Lago       | Leandro Sampaio Vianna                 |
| Alinne Moraes      | Clara                                  |
| Paula Picarelli    | Rafaela                                |
| Carol Castro       | Gracinha                               |
| Bruna Marquezine   | Salete Machado                         |
| Carolina Kasting   | Laura Medeiros                         |
| Carmem Silva       | Flora de Souza Duarte                  |
| Oswaldo Louzada    | Leopoldo Duarte                        |
| Martha Mellinger   | Irene Duarte                           |
| Rafael Calomeni    | Expedito Batista                       |
| Ana Roberta Gualda | Paulinha (Paula Arruda)                |
| Pedro Furtado      | Fred (Frederico)                       |
| Pitty Webbo        | Marcinha (Márcia Andrade de Melo)      |
| Elisa Lucinda      | Pérola (Rita de Cássia Rodrigues)      |
| Giselle Policarpo  | Elisa Sampaio Vianna                   |
| Regina Braga       | Ana Batista                            |
| Umberto Magnani    | Argemiro Batista                       |
| Marly Bueno        | Marta Moretti                          |
| Serafim Gonzalez   | Onofre Moretti                         |
| Paulo Figueiredo   | Afrânio Ferreira Lobo                  |
| Walderez de Barros | Alzira                                 |
| Xuxa Lopes         | Leila                                  |
| Victor Cugula      | Lucas Ribeiro Alves                    |
| Priscila Dias      | Sônia                                  |
| Manoelita Lustosa  | Inês                                   |
| Guilhermina Guinle | Rosinha                                |
| Zé Carlos Machado  | Marcelo                                |
| Roberta Rodrigues  | Zilda                                  |
| Sônia Guedes       | Matilde                                |
| Daniel Zettel      | Carlinhos (Carlos de Souza Duarte Jr.) |
| Cris Bonna         | Isabel Andrade de Melo                 |
| Wilson Cardozo     | Jeremias                               |
| Renata Pitanga     | Shirley                                |
| Tião D'Ávila       | Oswaldo Arruda                         |
| Joana Medeiros     | Eleonora                               |
| Paulo Coronato     | Caetano                                |
| Arlete Heringer    | Yvone Barros                           |
| Giovanna de Toni   | Telma                                  |
| Tila Teixeira      | Tereza                                 |
| Hylka Maria        | Cleide                                 |
| Edson Silva        | Kleber                                 |
| Laércio de Freitas | Ataulfo                                |
| Cristina Fagundes  | Wilma                                  |
| Laura Lustosa      | Margareth                              |
| Lica Oliveira      | Adelaide                               |
| Bruno Padilha      | Miguel                                 |
| Roberto Frota      | Lobato                                 |
| André Bicudo       | Lacerda                                |
| Waldir Gozzi       | Luigi                                  |
| Sylvio Meanda      | Eugênio                                |
| Luciele di Camargo | Dirce                                  |